# Будинок-музей Ауезова
Літературно-меморіальний будинок-музей М. О. Ауезова — музей, заснований 1963 року в Алма-Аті в будинку, де М. О. Ауезов жив останні 10 років (1951—1961 роки).

## Історія
Меморіальний будинок-музей Мухтара Ауезова було відкрито 1963 року. Першим директором музею стала донька письменника Л. М. Ауезова. Тут було завершено епопею «Шлях Абая», розпочато роботу над новим романом про сучасність, створено низку художніх творів (п'єси, нариси) та науково-дослідницьких праць.

## Експозиція музею
Великий інтерес має меморіальна частина музею, зокрема, робочий кабінет. Поряд із особистим архівом та бібліотекою Ауезова у фондах музею розташовано понад 150 тисяч експонатів у вигляді меморіальних речей, витворів мистецтва, фотографій та інших. Також у музеї зібрано твори майстрів мистецтва Є. Вучетича, М. Тельжанова, Т. Урманче, А. А. Кастєєва, С. Мамбєєва, Н. М. Нурмухамедова, Є. І. Сидоркіна та інших, які зобразили образи письменника та героїв його творів. Музей поряд із культурно-просвітницькою проводить велику науково-дослідну роботу зі збирання, вивчення та пропаганди творчості Ауезова.

## Будівля музею
У 1949 році Мухтар Ауезов отримав Сталінську премію, коштом якої ним було викуплено земельну ділянку у двох вчителів. У 1951 році Мухтаром Ауезовим на цій ділянці було збудовано будинок. Архітектором будівлі виступив Георгій Герасимов.
У цьому будинку письменник зі своєю сім'єю прожив останні роки свого життя (1951—1961). При цьому в 1952 році Ауезов був змушений залишити Алма-Ату і свій будинок, щоб уникнути можливого арешту. До столиці Казахської РСР він зміг повернутися лише 1954 року після смерті Сталіна.
27 червня 1961 року Мухтар Ауезов помер. Через деякий час, 15 серпня 1961 року, було ухвалено рішення про відкриття його музею.
Будівлю музею було перебудовано у 1995—1997 роках за проектом архітектора С. Матайбекова. Реконструкція була пов'язана з необхідністю розширення експозиції музею.
1997 року до сотого дня народження М. Ауезова відкрилася нова локація у прибудові, що розташована у дворі. З'явився новий експозиційний зал, де є історичні фотографії та книги. Також є інші артефакти, які використовували Мухтар Ауезов за життя. Подробиці біографії та творчості письменника можна докладніше вивчити у зручному хронологічному порядку.

### Статус пам'ятки
4 квітня 1979 року було прийнято Рішення виконавчого комітету Алма-Атинської міської Ради народних депутатів № 139 «Про затвердження списку пам'яток історії та культури міста Алма-Ати», у якому було вказано будівлю будинку-музею. Рішенням передбачалося оформити охоронне зобов'язання та розробити проекти реставрації пам'яток.
26 січня 1982 року будинок було включено до списку пам'яток історії та культури республіканського значення Казахської РСР.